# Мбанза-Нгунгу
Мбанза-Нгунгу (фр. Mbanza-Ngungu) — город в провинции Центральное Конго Демократической Республики Конго. Расположен в 154 км к юго-западу от Киншасы и в 234 км к северо-востоку от Матади, на высоте 604 м над уровнем моря.
Население города по оценочным данным на 2012 год составляет 101 336 человек.
Ранее город назывался Тисвиль (фр. Thysville), в честь Альберта Тиса. В прошлом Мбанза-Нгунгу был курортом, известным пещерами Тисвиль, в которых обитают слепые бесцветные рыбы. В городе располагается основной гарнизон вооружённых сил ДР Конго: первая бронетанковая бригада была расположена здесь в начале 1990-х годов. В городе также производят железнодорожную технику.
В городе расположены некоторые факультеты Университета Конго.